# Giorgi Guliashvili
Giorgi Guliashvili (in georgiano გიორგი გულიაშვილი?; Tbilisi, 5 settembre 2001) è un calciatore georgiano, attaccante del Sarajevo.

## Carriera

### Club
Guliashvili è cresciuto nel settore giovanile del Saburtalo Tbilisi, con cui ha esordito il 13 giugno 2018 in Sakartvelos tasi contro il WIT Georgia. La stagione seguente è stato aggregato alla prima squadra con maggior frequenza, riuscendo anche ad esordire in Erovnuli Liga il 28 maggio sempre contro il WIT Georgia. Il 24 luglio 2020 ha realizzato la sua prima rete fra i professionisti nella trasferta di campionato vinta 4-0 contro il T'orp'edo Kutaisi.
Il 17 gennaio 2023 è stato acquistato a titolo definitivo dal Sarajevo con cui ha firmato un contratto fino al 2026.

### Nazionale
Ha giocato nelle nazionali giovanili georgiane Under-17, Under-18 ed Under-19.
Il 15 giugno 2023 è stato convocato dalla nazionale Under-21 georgiana per il campionato europeo.
Il 23 marzo 2025 esordisce in nazionale maggiore nel successo per 6-1 in Nations League contro l'Armenia.

## Statistiche

### Presenze e reti nei club
Statistiche aggiornate al 23 giugno 2023.
| Stagione                 | Squadra                  | Campionato               | Campionato | Campionato | Coppe nazionali | Coppe nazionali | Coppe nazionali | Coppe continentali | Coppe continentali | Coppe continentali | Altre coppe | Altre coppe | Altre coppe | Totale | Totale |
| Stagione                 | Squadra                  | Comp                     | Pres       | Reti       | Comp            | Pres            | Reti            | Comp               | Pres               | Reti               | Comp        | Pres        | Reti        | Pres   | Reti   |
| ------------------------ | ------------------------ | ------------------------ | ---------- | ---------- | --------------- | --------------- | --------------- | ------------------ | ------------------ | ------------------ | ----------- | ----------- | ----------- | ------ | ------ |
| 2018                     | Saburtalo Tbilisi        | EL                       | 0          | 0          | CG              | 1               | 0               |                    | -                  | -                  |             | -           | -           | 1      | 0      |
| 2019                     | Saburtalo Tbilisi        | EL                       | 4          | 0          | CG              | 1               | 0               | UCL+UEL            | 0                  | 0                  |             | -           | -           | 5      | 0      |
| 2020                     | Saburtalo Tbilisi        | EL                       | 14         | 4          | CG              | 3               | 0               | UEL                | 1                  | 1                  |             | -           | -           | 18     | 5      |
| 2021                     | Saburtalo Tbilisi        | EL                       | 26         | 3          | CG              | 3               | 0               |                    | -                  | -                  |             | -           | -           | 29     | 3      |
| 2022                     | Saburtalo Tbilisi        | EL                       | 35         | 4          | CG              | 3               | 0               | UECL               | 4                  | 0                  | SG          | 1           | 0           | 43     | 4      |
| Totale Saburtalo Tbilisi | Totale Saburtalo Tbilisi | Totale Saburtalo Tbilisi | 79         | 11         |                 | 11              | 0               |                    | 5                  | 1                  |             | 1           | 0           | 96     | 12     |
| gen.-giu. 2023           | Sarajevo                 | PL                       | 10         | 0          | CB              | 0               | 0               | -                  | -                  | -                  | -           | -           | -           | 10     | 0      |
| Totale carriera          | Totale carriera          | Totale carriera          | 89         | 11         |                 | 11              | 0               |                    | 5                  | 1                  |             | 1           | 0           | 106    | 12     |

## Palmarès

### Club

#### Competizioni nazionali
- Campionato georgiano: 1

Saburtalo Tbilisi: 2018
- Coppa di Georgia: 2

Saburtalo Tbilisi: 2019, 2021
- Supercoppa di Georgia: 1

Saburtalo Tbilisi: 2020
- Coppa di Bosnia: 1

Sarejevo: 2024-2025